# Giáo phận Helsinki (Công giáo Rôma)
Giáo phận Helsinki là một giáo phận Công giáo tại Phần Lan, có nhà thờ chính tòa đặt tại thành phố Helsinki. Giáo phận Helsinki gồm có 8 giáo xứ trực thuộc, với tổng số giáo dân là 25.000 (trong đó có 15.000 giáo dân chính thức cùng 10.000 giáo dân chưa đăng ký tôn giáo) vào năm 2018. Tại Phần Lan, số hộ gia đình theo đạo Công giáo là 6.000, trong đó số hộ gia đình người Phần Lan theo Công giáo chiếm đến 50%.
Giám mục Raimo Goyarrola được Giáo hoàng Franciscus bổ nhiệm làm Giám mục chính tòa Giáo phận Helsinki vào tháng 9 năm 2023. Trước đó Tòa giám mục giáo phận này trống ngôi từ tháng 5 năm 2019, sau khi nguyên Giám mục Teemu Sippo xin từ nhiệm vì lý do sức khỏe sa sút.

## Lịch sử
Vào năm 1550, tòa giám mục của Giáo phận Åbo – giáo phận Công giáo cuối cùng tại Phần Lan – bị giải thể. Điều này mở đường cho sự thịnh hành của Hội Thánh Lutheran tại Phần Lan. Cuộc Cải cách Kháng nghị diễn ra vào thế kỷ 16 đã tước đi từ tay Giáo hội Công giáo tất cả các định chế và cơ sở vật chất nhằm phục vụ hoạt động truyền giáo tại vùng Bắc Âu. Kể từ năm 1582 trở đi, cộng đoàn tín hữu Công giáo đã ra tan tác tại Phần Lan cũng như tại các xứ khác ở miền Bắc Âu được đặt dưới sự chăm sóc thiêng liêng của vị sứ thần Tòa Thánh tại Köln. Bộ Truyền bá Đức tin, sau khi được thiết lập vào năm 1622, đã nhận lấy trách nhiệm chăm sóc một vùng truyền giáo rộng lớn mà lúc bấy giờ do các sứ thần Tòa Thánh tại Bruxelles (chăm sóc phần dân Chúa tại Đan Mạch và Na Uy), Köln (phần lớn miền Bắc nước Đức) và Ba Lan (chăm sóc dân Chúa tại Phần Lan, Mecklenburg và Thụy Điển) đảm trách.
Vào năm 1688, lãnh thổ nước Phần Lan trở thành một phần của Hạt Đại diện Tông tòa Các miền truyền giáo phương Bắc. Đến năm 1783, phần dân Chúa của địa hạt này tại nước Thụy Điển (bao gồm toàn bộ xứ Phần Lan) được tách riêng ra để thành lập Hạt Đại diện Tông tòa Thụy Điển. Vào năm 1809, lãnh thổ Phần Lan bị sáp nhập vào Đế quốc Nga và phần dân Chúa tại Phần Lan được chuyển sang cho Tổng giáo phận đô thành Mohilev (tòa giám mục khi đó đặt tại thành Sankt-Peterburg). Vào năm 1920, Tòa Thánh thiết lập Hạt Đại diện Tông tòa Phần Lan và đến năm 1955 thì nâng lên thành Giáo phận Helsinki.

## Danh sách giáo xứ
1. Giáo xứ Thánh Henricus, Helsinki (Các giáo khu: Tapanila (Vantaa), Porvoo)
2. Giáo xứ Thánh Birgitta và Chân phước Hemming, Turku (Các giáo khu: Åland, Eurajoki, Pori)
3. Giáo xứ Thánh Olaus, Jyväskylä
4. Giáo xứ Thánh Maria, Helsinki (Các giáo khu: Olari (Espoo), Hyvinkää, Karis)
5. Giáo xứ Thánh Giá, Tampere (Các giáo khu: Hämeenlinna, Kokkola, Kristinestad, Jakobstad, Seinäjoki, Vaasa)
6. Giáo xứ Thánh Ursula, Kouvola (Các giáo khu: Hamina, Kotka, Lahti, Lappeenranta)
7. Giáo xứ Thánh Gia thành Nazareth, Oulu (Các giáo khu: Rovaniemi, Tornio, Kemi, Kajaani)
8. Giáo xứ Thánh Iosephus, Kuopio (Các giáo khu: Mikkeli, Savonlinna, Joensuu, Lieksa)

Việc thành lập một giáo xứ mới tại thành phố Rovaniemi ở miền Bắc Phần Lan được ủng hộ rộng rãi vì đây là điểm đến du lịch chính của du khách khi ghé thăm Lapland và Ông già Noel.

## Các đời giám mục quản nhiệm

### Đại diện Tông tòa Phần Lan
1. Johannes Michiel Buckx S.C.I. (23.05.1923 bổ nhiệm – 26.07.1933 từ nhiệm)
2. Willem Petrus Bartholomaeus Cobben S.C.I. (19.12.1933 bổ nhiệm – 25.02.1955 thăng làm Giám mục Chính tòa Giáo phận Helsinki)

### Giám mục Chính tòa Giáo phận Helsinki
1. Willem Petrus Bartholomaeus Cobben S.C.I. (25.02.1955 – 29.06.1967 từ nhiệm)
2. Paul Verschuren S.C.I. (29.06.1967 bổ nhiệm – 18.09.1998 từ nhiệm)
3. Józef Wróbel S.C.I. (30.11.2000 bổ nhiệm – 28.06.2008 làm Giám mục phụ tá Tổng giáo phận Lublin)
4. Teemu Jyrki Juhani Sippo S.C.I. (16.06.2009 bổ nhiệm – 20.05.2019 từ nhiệm)[4]
5. Raimo Goyarrola Belda (29.09.2023 bổ nhiệm – nay)[5]